# Bernhard Welz
Bernhard Welz  (Augsburgo, 5 de outubro de 1936 – Florianópolis, 3 de junho de 2018) foi um químico alemão e docente universitário no Brasil. É autor de várias publicações na área de espectrometria de absorção atômica (AAS).

## Biografia
Bernhard Welz graduou-se em Química na Universidade Técnica de Munique e promoveu-se posteriormente na Universidade de Estugarda, onde recebeu o grau acadêmico de Dr.rer.nat. em 1966. Welz integrou entre 1967 e 1998 o quadro de analistas químicos da firma PerkinElmer (em Überlingen), onde também foi diretor de pesquisas no campo da espectrometria atômica.
Em 1999 Welz aceitou a proposta para atuar como docente convidado na Universidade Federal de Santa Catarina (UFSC),  onde lecionou análise instrumental e espectrometria de absorção atômica. Em consequência disso o Professor relocou sua residência também para a cidade de Florianópolis-SC. onde atuou no programa de pós graduação da UFSC, orientando alunos de iniciação científica, mestrado e doutorado, tendo como linha de pesquisa o desenvolvimento de métodos em espectrometria de absorção atômica e molecular, com enfoque em análise direta de sólidos.
Bernhard Welz foi membro das seguintes associações:
- Sociedade para Spectrometria Aplicada (SAS);
- Brazilian Chemical Society (SBQ);
- Sociedade Alemã de Química (GDCh).

Além das associações citadas também pertenceu ao conselho de editores das seguintes revistas científicas: Spectrochimica Acta Part B, Journal of Trace Elements in Medicine and Biology e Talanta.
Bernhard Welz faleceu dia 2 de Junho de 2018 em Florianópolis, SC.

## Prêmios e honrarias (seleção)
- 1982 – Senior Scientist (PerkinElmer)
- 1988 – Jana Marcus Marci Medal (Czechoslovak Spectroscopic Society)
- 1988 – Pergamon/Spectrochimica Acta Atomic Spectroscopy Award[6]
- 2006 – Clemens-Winkler-Medaille (GDCh)[7]
- 2016 - Medalha Adilson José Curtius (Sociedade Brasileira de Química / Encontro Nacional de Química Analítica - ENQA)
- 2017 - Colloquium Spectroscopicum Internationale Award

## Obras e publicações
seleção
- Atomspektrometrische Spurenanalytik (editor), Wiley-VCH 1998, 564 p., em alemão, 4ª edição, ISBN 3527260277/9783527260270.
- High-Resolution Continuum Source AAS (co-autor), Wiley-VCH 2006, 296 p., em inglês, ISBN 3527606378/9783527606375.
- Atomabsorptionsspektrometrie (co-autor), Wiley-VCH 2012, 1020 p.,  em alemão, 4ª edição, ISBN 3527660909/9783527660902.